# トッパンフォームズビル
TOPPANエッジビルは、東京都港区東新橋1丁目の汐留E街区にTOPPANエッジが建設した超高層ビルである。同じE街区には、共同通信社の本社が入居する汐留メディアタワーがある。旧称トッパンフォームズビル。

## 概要
TOPPANエッジ（旧社名：トッパン・フォームズ）は、当ビルが完成するまで御茶ノ水に本社を構えていたが、本社やライン、スタッフが十近くのビルに分散しており、ミーティングを開くのにも一苦労で、会社としての一体感も生まれにくく、オフィスの賃貸費用も高くついていた。だが、ビジネスフォーム（帳票やコンピューターの入出力用紙）の需要が減少する中において、データ・プリント・サービス（DPS）やデジタル印刷が急成長し、着実に利益を稼げるようになり、さらには1998年3月に東証1部に上場を果たして不況にもへこたれない体質になったとして自社ビル建設を決断した。
ビルの設計は最高裁判所を設計した岡田新一が手掛け、白い城をイメージしたデザインで、壁面はすべてガラス張りの地下1階、地上19階で構成される。TOPPANエッジが本社を置くほか、3階には同社のショールームがある。敷地はゆりかもめと東海道新幹線に挟まれ、真下には横須賀線の地下トンネルがあり掘削深さ6mの制限があった。このため、地盤面は自動車でのアクセス階とし、人工地盤上にエントランスを設けた。本街区の建設に当たっては、三井不動産がプロジェクトマネジメント業務を受託している。